# Sibun
Il fiume Sibun (anche Xibun) è un corso d'acqua del Belize il cui bacino occupa un'ampia parte del paese. I Sibun (Xibun) erano un antico popolo Maya, che abitava la regione.
Le sorgenti del Sibun si trovano sui Monti Maya, a circa 600 metri s.l.m., dove inizia il suo corso con il nome di fiume Branch. Quindi scorre attraverso una gola fino a raggiungere la piana alluvionale, ove vi sono piantagioni di cacao e di limoni. Qui la valle del fiume è fiancheggiata da fenomeni carsici che formano le caverne Maya. Prima che il fiume raggiunga il villaggio di Freetown Sibun, lungo le sue rive sono comuni fichi da fiume e bambù spinosi (Guadua longifolia); lungo il tratto tra la costa e il villaggio predominano le mangrovie. Esso sfocia nel Mare Caraibico, a sud della città di Belize.
Il bacino idrografico del fiume Sibun dà origine a numerosi tipi di vegetazione, comprese sempreverdi tropicali stagionali mescolate a foreste di aghiformi, di altre a foglia larga, mangrovie e piante agricole.

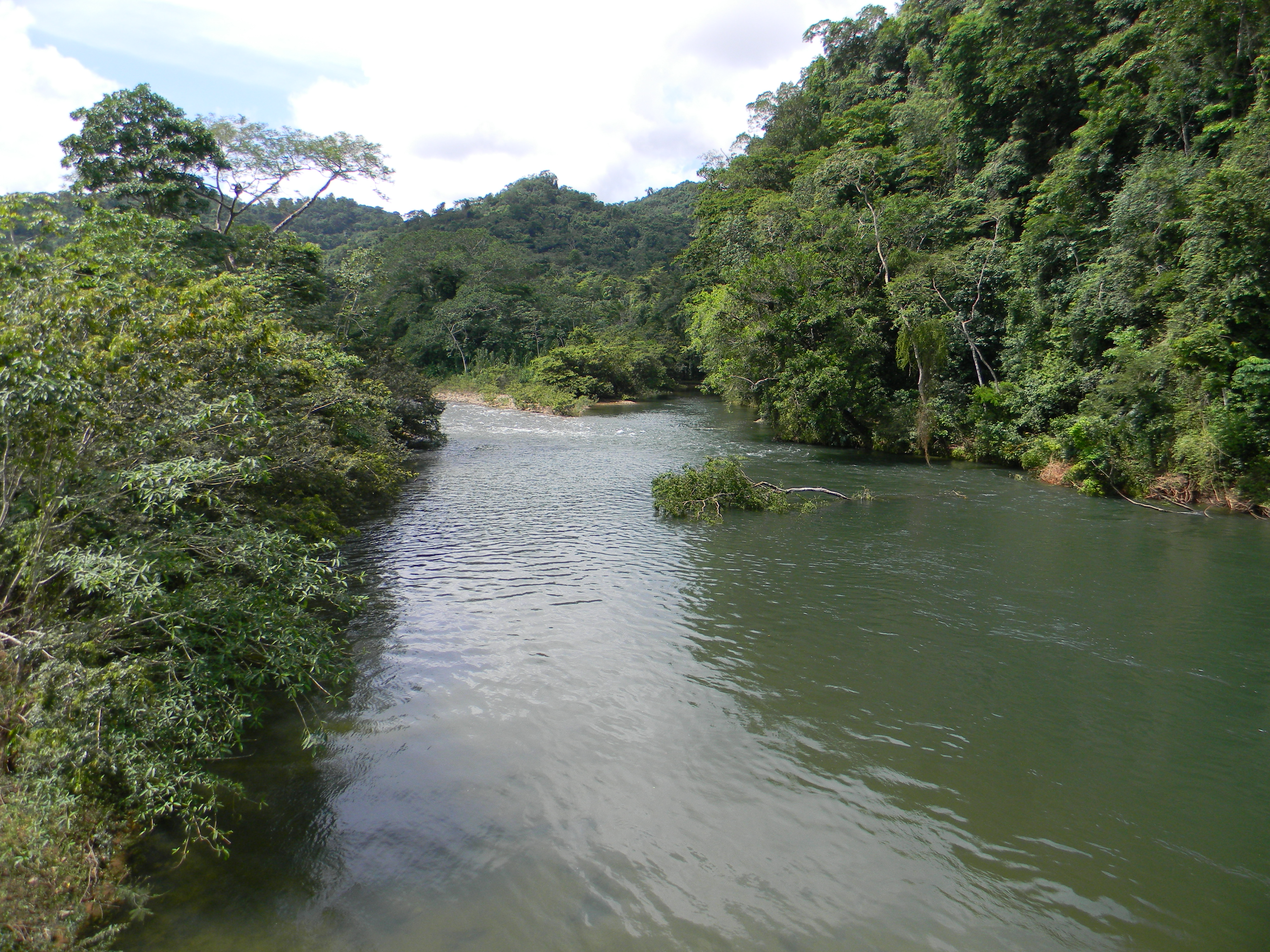
Il fiume Sibun visto dall'autostrada Hummingbird

L'Associazione del bacino del Sibun è un'organizzazione locale focalizzata su temi ambientali all'interno del bacino.
Fin dal 1999 il Guatemala ha reclamato la sua sovranità sulle terre del Belize a sud del fiume Sibun, sebbene la pretesa non sia riconosciuta a livello internazionale. L'attuale confine meridionale Belize-Guatemala internazionalmente riconosciuto è il fiume Sarstoon.
La pretesa è al centro della disputa territoriale Belize – Guatemala. Il Messico un tempo reclamò la parte del Belize a nord del fiume Sibun ma lasciò cadere la richiesta con un trattato con la Gran Bretagna nel 1893. Da allora il Messico ha stabilito che egli riprenderà la sua richiesta solo se il Guatemala avrà successo nell'ottenere tutto o parte della nazione.
I tratti più a valle del fiume sono importanti nelle scene del film del 1986 Mosquito Coast.